# Europees kampioenschap voetbal vrouwen 2013 (kwalificatie)

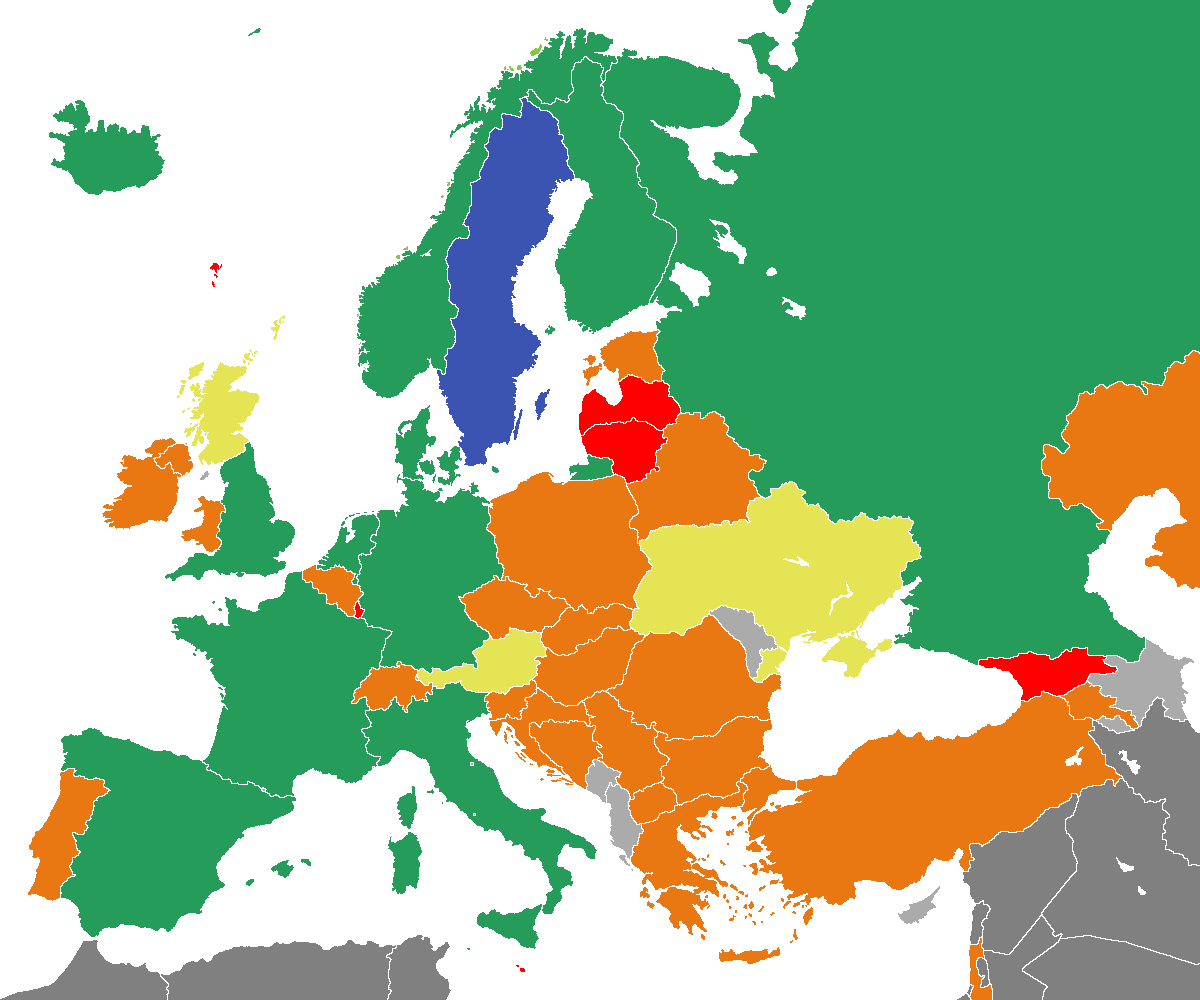
Gekwalificeerde landen uit de verschillende groepen
Gastland
Gekwalificeerd voor het toernooi
Uitgeschakeld in de play-offs
Uitgeschakeld in de tweede ronde
Uitgeschakeld in de eerste ronde

De kwalificatierondes voor het Europees kampioenschap voetbal vrouwen 2013 bepaalde welke elf teams zich bij gastland Zweden voegen voor het hoofdtoernooi.

## Data
| Ronde             | Loting            | Eerste wedstrijd    | Laatste wedstrijd  |
| ----------------- | ----------------- | ------------------- | ------------------ |
| Voorronde         | 3 december 2010   | 3 maart 2011        | 8 maart 2011       |
| Kwalificatieronde | 14 maart 2011     | 19 mei 2011         | 19 september 2012  |
| Play-offs         | 21 september 2012 | 20 -21 oktober 2012 | 24-25 oktober 2012 |

## Voorronde
Acht teams werden verdeeld over twee groepen van vier. De loting werd op 3 december 2010 verricht. De wedstrijden werden van 3 tot en met 8 maart 2011 gespeeld. De twee groepswinnaars, Macedonië en Armenië kwalificeerden zich voor de kwalificatieronde.
N.B. Alle tijden zijn in CET.

### Groep 1
| # | Land      | Wedstrijden | Wedstrijden | Wedstrijden | Wedstrijden | Doelpunten | Doelpunten | Doelpunten | Punten |
| - | --------- | ----------- | ----------- | ----------- | ----------- | ---------- | ---------- | ---------- | ------ |
| # | Land      | G           | W           | G           | V           | V          | T          | Saldo      | Punten |
| 1 | Macedonië | 3           | 2           | 1           | 0           | 6          | 1          | +5         | 7      |
| 2 | Litouwen  | 3           | 1           | 1           | 1           | 4          | 2          | +2         | 4      |
| 3 | Luxemburg | 3           | 1           | 0           | 2           | 4          | 9          | -5         | 3      |
| 4 | Letland   | 3           | 1           | 0           | 2           | 1          | 3          | -2         | 3      |

| Datum  | Tijd  | Team      | Score | Team      |
| ------ | ----- | --------- | ----- | --------- |
| 3 mrt. | 13:00 | Litouwen  | 1 - 1 | Macedonië |
| 3 mrt. | 13:00 | Luxemburg | 2 - 0 | Letland   |
| 5 mrt. | 13:00 | Luxemburg | 1 - 5 | Macedonië |
| 5 mrt. | 13:00 | Letland   | 1 - 0 | Litouwen  |
| 8 mrt. | 13:00 | Litouwen  | 4 - 1 | Luxemburg |
| 8 mrt. | 13:00 | Macedonië | 1 - 0 | Letland   |

### Groep 2
| # | Land    | Wedstrijden | Wedstrijden | Wedstrijden | Wedstrijden | Doelpunten | Doelpunten | Doelpunten | Punten |
| - | ------- | ----------- | ----------- | ----------- | ----------- | ---------- | ---------- | ---------- | ------ |
| # | Land    | G           | W           | G           | V           | V          | T          | Saldo      | Punten |
| 1 | Armenië | 3           | 1           | 2           | 0           | 2          | 1          | +1         | 5      |
| 2 | Malta   | 3           | 1           | 1           | 1           | 2          | 3          | -1         | 4      |
| 3 | Georgië | 3           | 1           | 1           | 1           | 1          | 1          | 0          | 4      |
| 4 | Faeröer | 3           | 1           | 0           | 2           | 2          | 2          | 0          | 3      |

| Datum  | Tijd  | Team    | Score | Team    |
| ------ | ----- | ------- | ----- | ------- |
| 3 mrt. | 11:00 | Georgië | 0 - 1 | Malta   |
| 3 mrt. | 14:00 | Faeröer | 0 - 1 | Armenië |
| 5 mrt. | 11:00 | Armenië | 0 - 0 | Georgië |
| 5 mrt. | 14:00 | Faeröer | 2 - 0 | Malta   |
| 8 mrt. | 14:00 | Georgië | 1 - 0 | Faeröer |
| 8 mrt. | 14:00 | Malta   | 1 - 1 | Armenië |

## Kwalificatieronde
De twee winnaars van de voorronde voegden zich bij de 36 hoogstgeplaatste landen, uitgezonderd het al geplaatste Zweden. De teams werden verdeeld over in vier groepen van vijf teams en drie van zes teams. De groepswinnaars en de beste nummer twee kwalificeren zich voor het hoofdtoernooi. De andere zes nummers twee spelen in een dubbele ontmoeting tegen elkaar, waarmee de laatste drie plaatsen worden vergeven. Deze fase start in september 2011 en eindigt in september 2012. De loting is op 14 maart 2011.
Potindeling voor de loting:
| - Pot A 1. Duitsland 2. Noorwegen 3. Engeland 4. Frankrijk 5. Italië 6. Denemarken 7. Finland | - Pot B 08. Rusland 09. Nederland 10. IJsland 11. Spanje 12. Oekraïne 13. Schotland 14. Tsjechië | - Pot C 15. Zwitserland 16. Polen 17. Ierland 18. Oostenrijk 19. België 20. Wit-Rusland 21. Slovenië | - Pot D 22. Hongarije 23. Servië 24. Portugal 25. Griekenland 26. Slowakije 27. Roemenië 28. Wales | - Pot E 29. Bulgarije 30. Noord-Ierland 31. Turkije 32. Israël 33. Estland 34. Kroatië 35. Kazachstan 36. Bosnië en Herzegovina 37. Armenië 38. Macedonië |

N.b.: Vanwege het risico dat Bosnië en Herzegovina mogelijk door de FIFA uitgesloten zou worden van deelname had de UEFA het land in automatisch in groep 1 ingedeeld om zo te voorkomen dat er een groep met vier landen over zou blijven.
Beslissingscriteria
In eerste instantie worden team gerangschikt op het aantal punten in alle groepswedstrijden. Mochten twee of meer teams hetzelfde puntenaantal hebben, bepalen de volgende criteria hun positie:
1. Hoogste aantal punten verkregen bij de onderlinge wedstrijden tussen de teams.
2. Doelsaldo verkregen bij de onderlinge wedstrijden tussen de gelijk eindigende teams.
3. Hoogste aantal gescoorde doelpunten verkregen bij de onderlinge wedstrijden tussen de teams.
4. Hoogste aantal gescoorde uitdoelpunten verkregen bij de onderlinge wedstrijden tussen de teams.
5. Mochten er, na het toepassen van criteria 1 t/m 3, nog steeds twee of meer teams gelijk eindigen, dan moeten criteria 1 t/m 4 opnieuw worden toegepast tussen deze teams. Staan deze teams dan nog steeds gelijk, dan wordt de positie bepaald door criteria 6 t/m 9.
6. Doelsaldo verkregen bij alle wedstrijden in de groep.
7. Hoogste aantal gescoorde doelpunten verkregen bij alle wedstrijden in de groep.
8. Hoogste aantal gescoorde uitdoelpunten verkregen bij alle wedstrijden in de groep.
9. Positie op de UEFA-coëfficiëntenranglijst;

| # | Land                  | Wedstrijden | Wedstrijden | Wedstrijden | Wedstrijden | Doelpunten | Doelpunten | Doelpunten | Punten |
| - | --------------------- | ----------- | ----------- | ----------- | ----------- | ---------- | ---------- | ---------- | ------ |
| # | Land                  | G           | W           | G           | V           | V          | T          | Saldo      | Punten |
| 1 | Italië                | 10          | 9           | 1           | 0           | 35         | 0          | +35        | 28     |
| 2 | Rusland               | 10          | 7           | 1           | 2           | 31         | 6          | +25        | 22     |
| 3 | Polen                 | 10          | 5           | 2           | 3           | 17         | 11         | +6         | 17     |
| 4 | Bosnië en Herzegovina | 10          | 3           | 1           | 6           | 12         | 21         | -9         | 10     |
| 5 | Griekenland           | 10          | 0           | 5           | 5           | 7          | 20         | -13        | 5      |
| 6 | Macedonië             | 10          | 0           | 2           | 8           | 5          | 49         | -44        | 2      |

| # | Land        | Wedstrijden | Wedstrijden | Wedstrijden | Wedstrijden | Doelpunten | Doelpunten | Doelpunten | Punten |
| - | ----------- | ----------- | ----------- | ----------- | ----------- | ---------- | ---------- | ---------- | ------ |
| # | Land        | G           | W           | G           | V           | V          | T          | Saldo      | Punten |
| 1 | Duitsland   | 10          | 9           | 1           | 0           | 64         | 3          | +61        | 28     |
| 2 | Spanje      | 10          | 6           | 2           | 2           | 43         | 14         | +29        | 20     |
| 3 | Roemenië    | 10          | 5           | 1           | 4           | 20         | 20         | 0          | 16     |
| 4 | Zwitserland | 10          | 5           | 0           | 5           | 29         | 24         | +5         | 15     |
| 5 | Kazachstan  | 10          | 2           | 1           | 7           | 4          | 55         | -51        | 7      |
| 6 | Turkije     | 10          | 0           | 1           | 9           | 4          | 48         | -44        | 1      |

| # | Land          | Wedstrijden | Wedstrijden | Wedstrijden | Wedstrijden | Doelpunten | Doelpunten | Doelpunten | Punten |
| - | ------------- | ----------- | ----------- | ----------- | ----------- | ---------- | ---------- | ---------- | ------ |
| # | Land          | G           | W           | G           | V           | V          | T          | Saldo      | Punten |
| 1 | Noorwegen     | 10          | 8           | 0           | 2           | 35         | 9          | +26        | 24     |
| 2 | IJsland       | 10          | 7           | 1           | 2           | 28         | 4          | +24        | 22     |
| 3 | België        | 10          | 6           | 2           | 2           | 18         | 8          | +10        | 20     |
| 4 | Noord-Ierland | 10          | 3           | 2           | 5           | 12         | 15         | -3         | 11     |
| 5 | Hongarije     | 10          | 3           | 1           | 6           | 18         | 22         | -4         | 10     |
| 6 | Bulgarije     | 10          | 0           | 0           | 10          | 1          | 54         | -53        | 0      |

| # | Land      | Wedstrijden | Wedstrijden | Wedstrijden | Wedstrijden | Doelpunten | Doelpunten | Doelpunten | Punten |
| - | --------- | ----------- | ----------- | ----------- | ----------- | ---------- | ---------- | ---------- | ------ |
| # | Land      | G           | W           | G           | V           | V          | T          | Saldo      | Punten |
| 1 | Frankrijk | 8           | 8           | 0           | 0           | 32         | 2          | +30        | 24     |
| 2 | Schotland | 8           | 5           | 1           | 2           | 21         | 12         | +9         | 16     |
| 3 | Wales     | 8           | 3           | 1           | 4           | 12         | 14         | -2         | 10     |
| 4 | Ierland   | 8           | 3           | 0           | 5           | 8          | 11         | -3         | 9      |
| 5 | Israël    | 8           | 0           | 0           | 8           | 1          | 36         | -35        | 0      |

| # | Land        | Wedstrijden | Wedstrijden | Wedstrijden | Wedstrijden | Doelpunten | Doelpunten | Doelpunten | Punten |
| - | ----------- | ----------- | ----------- | ----------- | ----------- | ---------- | ---------- | ---------- | ------ |
| # | Land        | G           | W           | G           | V           | V          | T          | Saldo      | Punten |
| 1 | Finland     | 8           | 6           | 1           | 1           | 22         | 4          | +18        | 19     |
| 2 | Oekraïne    | 8           | 5           | 1           | 2           | 18         | 4          | +14        | 16     |
| 3 | Wit-Rusland | 8           | 4           | 1           | 3           | 10         | 17         | -7         | 13     |
| 4 | Slowakije   | 8           | 3           | 1           | 4           | 8          | 7          | +1         | 10     |
| 5 | Estland     | 8           | 0           | 0           | 8           | 5          | 31         | -26        | 0      |

| # | Land      | Wedstrijden | Wedstrijden | Wedstrijden | Wedstrijden | Doelpunten | Doelpunten | Doelpunten | Punten |
| - | --------- | ----------- | ----------- | ----------- | ----------- | ---------- | ---------- | ---------- | ------ |
| # | Land      | G           | W           | G           | V           | V          | T          | Saldo      | Punten |
| 1 | Engeland  | 8           | 6           | 2           | 0           | 22         | 2          | +20        | 20     |
| 2 | Nederland | 8           | 6           | 1           | 1           | 20         | 2          | +18        | 19     |
| 3 | Servië    | 8           | 4           | 1           | 3           | 15         | 18         | -3         | 13     |
| 4 | Slovenië  | 8           | 1           | 1           | 6           | 6          | 21         | -15        | 4      |
| 5 | Kroatië   | 8           | 0           | 1           | 7           | 6          | 26         | -20        | 1      |

| # | Land       | Wedstrijden | Wedstrijden | Wedstrijden | Wedstrijden | Doelpunten | Doelpunten | Doelpunten | Punten |
| - | ---------- | ----------- | ----------- | ----------- | ----------- | ---------- | ---------- | ---------- | ------ |
| # | Land       | G           | W           | G           | V           | V          | T          | Saldo      | Punten |
| 1 | Denemarken | 8           | 7           | 0           | 1           | 28         | 3          | +25        | 21     |
| 2 | Oostenrijk | 8           | 6           | 1           | 1           | 16         | 9          | +7         | 19     |
| 3 | Tsjechië   | 8           | 4           | 1           | 3           | 16         | 9          | +7         | 13     |
| 4 | Portugal   | 8           | 2           | 0           | 6           | 16         | 13         | +3         | 6      |
| 5 | Armenië    | 8           | 0           | 0           | 8           | 2          | 44         | -42        | 0      |

| # | Naam                      | Land        | Doelpunten | Tijd in m |
| - | ------------------------- | ----------- | ---------- | --------- |
| 1 | C. Okoyino da Mbabi       | Duitsland   | 17         | 532       |
| 2 | Ramona Bachmann           | Zwitserland | 11         | 848       |
| 3 | Verónica Boquete          | Spanje      | 11         | 919       |
| 4 | Margrét Lára Vidarsdóttir | IJsland     | 11         | 1004      |
| 5 | María Paz                 | Spanje      | 10         | 269       |

### Ranglijst nummers twee
In de ranglijst van de nummers twee vervalt voor de groepen met zes landen de resultaten tegen de nummer laatst. De beste nummer twee plaatst zich rechtstreeks voor het eindtoernooi, de overige spelen onderling play-offs voor de laatste drie startbewijzen.
| Grp | Team       | AW | G | G | V | DV | DT | DS  | Pnt |
| --- | ---------- | -- | - | - | - | -- | -- | --- | --- |
| 6   | Nederland  | 8  | 6 | 1 | 1 | 20 | 2  | +18 | 19  |
| 7   | Oostenrijk | 8  | 6 | 1 | 1 | 16 | 9  | +7  | 19  |
| 5   | Oekraïne   | 8  | 5 | 1 | 2 | 18 | 4  | +14 | 16  |
| 1   | Rusland    | 8  | 5 | 1 | 2 | 17 | 6  | +11 | 16  |
| 4   | Schotland  | 8  | 5 | 1 | 2 | 21 | 12 | +9  | 16  |
| 3   | IJsland    | 8  | 5 | 1 | 2 | 12 | 4  | +8  | 16  |
| 2   | Spanje     | 8  | 4 | 2 | 2 | 29 | 13 | +16 | 14  |

## Play-offs
De zes landen die als tweede zijn geëindigd in de groep spelen een thuis en uit duel om de drie resterende plaatsten. De drie landen met de hoogste coëfficiënt speelt zijn tweede duel thuis. De loting vond plaats op vrijdag 21 september 2012, om 12:45 in het hoofdkantoor van de UEFA in Nyon, Zwitserland.
De geplaatste teams waren  IJsland,  Rusland en  Spanje.
| Team 1     | Tot.  | Team 2  | 1e wedstr. | 2e wedstr. |
| ---------- | ----- | ------- | ---------- | ---------- |
| Schotland  | 3 – 4 | Spanje  | 1 – 1      | 2 – 3 n.v. |
| Oekraïne   | 4 – 6 | IJsland | 2 – 3      | 2 – 3      |
| Oostenrijk | 1 – 3 | Rusland | 0 – 2      | 1 – 1      |

## Doelpuntenmakers
17 doelpunten
- Célia Okoyino da Mbabi

11 doelpunten
- Ramona Bachmann

10 doelpunten
- Linda Sällström
- Verónica Boquete
- María Paz Vilas

9 doelpunten
- Pernille Harder
- Margrét Viðarsdóttir
- Patrizia Panico
- Isabell Herlovsen

8 doelpunten
- Alexandra Popp
- Manon Melis

7 doelpunten
- Lidija Kuliš
- Martina Müller
- Eugénie Le Sommer
- Fanny Vágó
- Daryna Apanastsjenko
- Laura Rus

6 doelpunten
- Melanie Behringer
- Sanna Talonen
- Hólmfríður Magnúsdóttir
- Nina Burger
- Anna Żelazko
- Cosmina Duşa
- Kim Little
- Adriana Martín
- Sonia Bermúdez

5 doelpunten
- Fatmire Bajramaj
- Linda Sällström
- Marie-Laure Delie
- Gaëtane Thiney
- Pamela Conti
- Melania Gabbiadini
- Elisa Camporese
- Jelena Morozova
- Natalia Sjljapina
- Irena Martínková
- Ana-Maria Crnogorčević
- Lara Dickenmann

4 doelpunten
- Annaelle Wiard
- Tessa Wullaert
- Aline Zeler
- Sanne Troelsgaard
- Priscila Borja
- Elodie Thomis
- Denise O'Sullivan
- Daniela Sabatino
- Hege Hansen
- Maren Mjelde
- Vera Djatel
- Andrea Rodrigues
- Olesja Masjina
- Olga Petrova
- Danka Podovac
- Helen Lander

3 doelpunten
- Line Røddik
- Linda Bresonik
- Lena Goeßling
- Simone Laudehr
- Anja Mittag
- Babett Peter
- Steph Houghton
- Jill Scott
- Ellen White
- Rachel Williams
- Rachel Yankey
- Maija Saari
- Lilla Sipos
- Sara Björk Gunnarsdóttir
- Gentjana Rochi
- Kirsten van de Ven
- Gry Tofte Ims
- Ingvild Stensland
- Laura Feiersinger
- Sandra Sałata
- Agnieszka Winczo
- Nelli Korovkina
- Jane Ross
- Marija Radojičić
- Vesna Smiljković
- Veronika Klechová
- Natasha Harding
- Sandy Mändly

2 doelpunten
- Janice Cayman
- Audrey Demoustier
- Nanna Christiansen
- Nadia Nadim
- Theresa Nielsen
- Kristine Pedersen
- Dzsenifer Marozsán
- Jessica Clarke
- Signy Aarna
- Leena Puranen
- Annica Sjölund
- Camille Abily
- Louisa Nécib
- Vasilikas Moskofidou
- Dimitra Panteliadou
- Zsófia Rácz
- Dagný Brynjarsdóttir
- Katrín Jónsdóttir
- Dóra María Lárusdóttir
- Alice Parisi
- Raffaella Manieri
- Katarina Kolar
- Chantal de Ridder
- Ashley Hutton
- Kirsty McGuinness
- Julie Nelson
- Marita Skammelsrud Lund
- Cecilie Pedersen
- Elise Thorsnes
- Oljona Chodyrjova
- Ljoedmyla Pekoer
- Edite Fernandes
- Carolina Mendes
- Laura Luís
- Anne-Marie Bănuță
- Andreea Laiu
- Jekaterina Sotsjnjova
- Jennifer Beattie
- Rachel Corsie
- Hayley Lauder
- Joanne Love
- Jovana Sretenović
- Dominika Škorvánková
- Adéla Pivoňková
- Markéta Ringelová
- Olga Aniskovtseva
- Jekaterina Avchimovitsj
- Maria Boezoenova
- Tatjana Sjramok

1 doelpunt
- Gohar Armenyan
- Ani Gchoekasjan
- Lien Mermans
- Stéphanie van Gils
- Amela Fetahović
- Amela Kršo
- Moira Murić
- Nejra Šabić
- Alisa Spahić
- Valentina Gospodinova
- Julie Rydahl Bukh
- Line Jensen
- Katrine Pedersen
- Katrine Veje
- Viola Odebrecht
- Bianca Schmidt
- Eniola Aluko
- Karen Carney
- Casey Stoney
- Rachel Unitt
- Liis Emajõe
- Katrin Loo
- Kethy Õunpuu
- Emmi Alanen
- Annika Kukkonen
- Marianna Tolvanen
- Sonia Bompastor
- Corine Franco
- Julie Morel
- Wendie Renard
- Léa Rubio
- Maria Mitkou
- Anastasia Papadopoulou
- Danai-Eleni Sidira
- Zsanett Jakabfi
- Anett Dombai-Nagy
- Anita Pádár
- Szabina Tálosi
- Bernadett Zágor
- Ciara Grant
- Áine O'Gorman
- Fiona O'Sullivan
- Julie-Ann Russell
- Kristín Ýr Bjarnadóttir
- Fanndís Friðriksdóttir
- Sandra Jessen
- Katrín Ómarsdóttir
- Moran Lavi
- Giulia Domenichetti
- Elisabetta Tona
- Sandy Iannella
- Saoele Karibajeva
- Begajm Kirgizbajeva
- Larisa Li
- Maria Jalova
- Petra Glavać
- Dušanka Juko
- Izabela Lojna
- Martina Šalek
- Nataša Andonova
- Afrodita Salihi
- Maayke Heuver
- Anouk Hoogendijk
- Lieke Martens
- Sylvia Smit
- Sherida Spitse
- Daniëlle van de Donk
- Mandy van den Berg
- Rachel Furness
- Simone Magill
- Caragh Milligan
- Catherine O'Hagan
- Jessica Stephens
- Solfrid Andersen
- Marit Christensen
- Caroline Hansen
- Mari Knudsen
- Lene Mykjåland
- Tetjana Romanenko
- Tetjana Tsjorna
- Daryna Vorontsova
- Verena Aschauer
- Maria Gstöttner
- Cornelia Haas
- Marlies Hanschitz
- Nadine Prohaska
- Sarah Puntigam
- Daniela Tasch
- Patrycja Balcerzak
- Donata Leśnik
- Marta Stobba
- Melissa Antunes
- Kimberly Brandão
- Carole Costa
- Carla Couto
- Sónia Matias
- Cláudia Neto
- Ioana Bortan
- Maria Ficzay
- Raluca Sârghe
- Jelena Medved
- Natalia Pertseva
- Jelena Terechova
- Rhonda Jones
- Christie Murray
- Megan Sneddon
- Marina Nešić
- Milena Pešić
- Violeta Slović
- Kaja Eržen
- Tanja Vrabel
- Urška Žganec
- Mateja Zver
- Diana Bartovičová
- Ivana Bojdová
- Patrícia Hmírová
- Marta Corredera
- Ruth García
- Silvia Meseguer
- Amaia Olabarrieta
- Marta Torrejón
- Willy
- Nikola Danihelková
- Veronika Hoferková
- Lucie Martínková
- Iva Mocová
- Jana Sedláčková
- Bilgin Defterli
- Leyla Güngör
- Yağmur Uraz
- Sophie Ingle
- Hannah Keryakoplis
- Amie Lea
- Jayne Ludlow
- Sarah Wiltshire
- Olga Novikova
- Oksana Sjpak
- Caroline Abbé
- Jehona Mehmeti
- Martina Moser
- Lia Wälti
- Selina Zumbühl

Eigen doelpunt
- Borislava Kireva (tegen Noord-Ierland)
- Oshrat Eni (tegen Frankrijk)
- Michal Ravitz (tegen Schotland)
- Allison Scurich (tegen Slovenië)
- Ashley Hutton (tegen Hongarije)
- Maria Ficzay (tegen Turkije)
- Ifeoma Dieke (tegen Frankrijk)
- Violeta Slović (tegen Engeand)
- Lidija Stojkanović (tegen Slovenië)
- Ruth García (tegen Duitsland)
- Eva Kolenová (tegen Finland)
- Seval Kıraç (tegen Spanje)
- Marie-Andrea Egli (tegen Duitsland)